# De rechtvaardige rechters (televisieprogramma)
De Rechtvaardige Rechters was een wekelijks humoristisch televisieprogramma dat van september 2001 tot 2006 werd uitgezonden op Canvas. Later dat jaar keerde het programma in een gewijzigde opzet terug onder de naam De rechters. Het is gebaseerd op het gelijknamige radioprogramma dat in 1999 op Radio 1 debuteerde. Sinds zaterdag 31 maart 2018 is het programma weer wekelijks te horen op Radio 2.

## Televisie
Het programma was een idee van Paul Jacobs, die eerder ook al andere humorprogramma's bedacht, zoals De Perschefs en De Taalstrijd. Een panel van drie komieken leverde samen met de presentator commentaar op actuele krantenberichten en televisiefragmenten. Het programma werd sinds het najaar van 2005 opgenomen in Brasserie De Met in Vilvoorde, daarvoor in volkscafé De Cam in Gooik. De presentator ofwel 'opperrechter' was Jo Van Damme, de drie rechters wisselden: Bert Kruismans, Alain Grootaers, Wouter Deprez, Jean Blaute, Jan Verheyen, de Nederlander Ivo de Wijs, Patrick De Witte, Kurt Van Eeghem, Peter Stevens, Sven Eeckman, Jo De Poorter, Brik Van Dyck en Martin Heylen hebben allen als rechter aan het programma meegewerkt. Verdere medewerkers waren pianist Miguel Wiels en twee zingende barmeisjes die vooral bij het refrein van het rechtvaardige-rechterslied tot hun recht kwamen.
Over opperrechter Jo Van Damme werden vaak grapjes gemaakt met betrekking tot zijn brilmontuur.

## Radio
De radioversie van het programma is wekelijks te horen op Radio 2, op zaterdag tussen 10u00 en 11u00. Het wordt per seizoen afgewisseld met De zoete inval. De opnames van de reeks vinden plaats in M Leuven en het Radiohuis te Gent, terwijl eerdere opnames gebeurden in Utopia Aalst en de Wattenfabriek te Herzele. Presentator/opperrechter is nog steeds Jo Van Damme. Diverse rechters passeren de revue, van wie sommigen nog deelnamen aan de televisieversie: Alain Grootaers, Bert Kruismans, Sven Eeckman, Brik Van Dyck en Jan Verheyen. Andere namen zijn onder meer Rob Vanoudenhoven, Chris Van den Durpel, Amelie Albrecht, Els De Schepper, Nele Goossens, Veerle Malschaert, Liesa Naert, Erhan Demirci, Thomas Smith, Rik Torfs, Herman Verbruggen, Sven De Ridder, Dominique Van Malder, Joost Van Hyfte, Roosje Pertz, Joris Hessels, Jelle Beeckman, Jeron Dewulf en Guga Baúl.
Jonas Malfliet is meestal van dienst als pianist en occasioneel accordeonist.

## Het Rechtvaardige Rechterslied
Elke aflevering werd afgesloten met dit lied. Het werd gecomponeerd door Guido Van Hellemont en Paul Jacobs zorgde voor de tekst van het refrein. Ook bij de radioversie zingen de rechters het lied als afsluiter van het programma.  
Het bestaat uit drie strofen met ludieke teksten aangaande actuele onderwerpen, verzonnen en gezongen door telkens één der drie rechters en wordt telkens gevolgd door het refrein, dat luidt:
Streng, maar rechtvaardig
Niet te zachtaardig
Zet al die zakkenwassers maar eens in hun ondergoed
Streng... het moet!